# František Sutnar
František Sutnar(ur. 28 stycznia 1913 w Pilznie, zm. 1 lipca 1990 w Zurychu) – czechosłowacki kierowca wyścigowy.

## Kariera
W swojej karierze wyścigowej Sutnar poświęcił się startom w wyścigach samochodów sportowych. W 1949 roku Czechosłowak odniósł zwycięstwo w klasie S 750 24-godzinnego wyścigu Le Mans, a w klasyfikacji generalnej był piętnasty.